# پاپ-تارتس
پاپ-تارتس (انگلیسی: Pop-Tarts) برندی از شیرینی‌های توستر صبحانه است که از سال ۱۹۶۴ توسط کیلوگ تولید و توزیع می‌شود.